# كلية كامبردج المسلمة

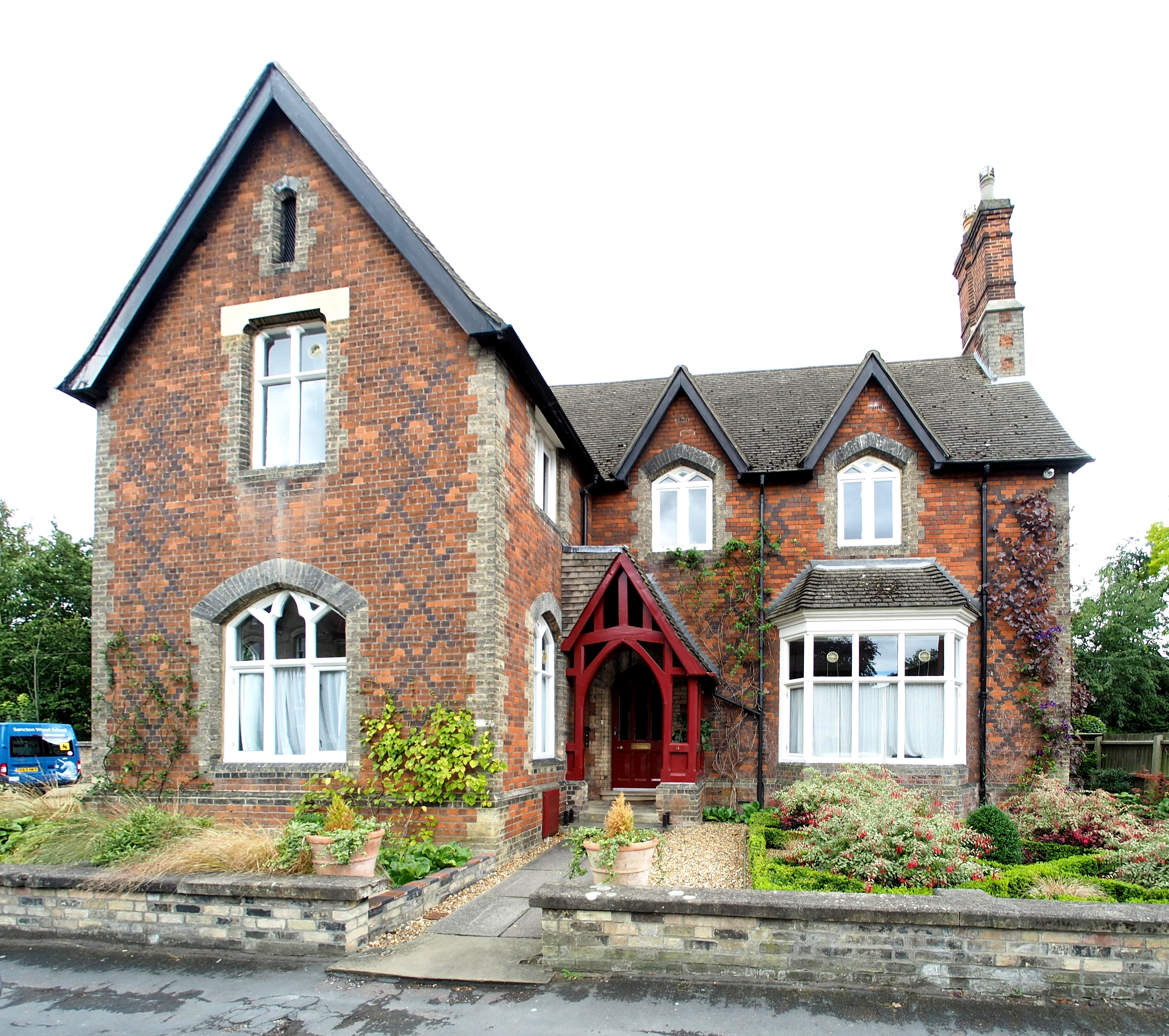
مبنى «كلية كامبردج المسلمة».

كلية كامبردج المسلمة هي مؤسسة تعليم عالي إسلامية تقع في مدينة كامبردج في المملكة المتحدة.
أسهها عبد الحكيم مراد سنة 2009 م، وهو يشغل منصب عميدها الاكاديمي.